# Championnat du Bhoutan de football 2016
Navigation
Saison précédente Saison suivante
La saison 2016 du Championnat du Bhoutan de football est la cinquième édition du championnat national de première division au Bhoutan. Après une phase de qualification régionale, les six meilleures équipes du pays, dont trois issues du district de la capitale, Thimphou, s'affrontent à deux reprises. 
C'est le Thimphu City FC qui remporte la compétition, après avoir terminé en tête du classement final, avec deux points d'avance sur Druk United. C'est le tout premier titre de champion du Bhoutan de l'histoire du club.

## Les clubs participants
- District de Thimphou : 
  - Druk United
  - Thimphu FC
  - Thimphu City FC
- District de Paro :
  - Paro United FC
- District de Punakha :
  - Ugyen Academy FC
- District de Chukha :
  - Bhutan Clearing FC

## Compétition

### A-Division
Les trois premiers de la Thimphu League se qualifient pour la Super League.
| Rang | Équipe                  | Pts | J  | G  | N | P  | Bp | Bc | Diff |
| ---- | ----------------------- | --- | -- | -- | - | -- | -- | -- | ---- |
| 1    | Thimphu City FC         | 33  | 14 | 10 | 3 | 1  | 44 | 11 | +33  |
| 2    | Thimphu FC              | 27  | 14 | 8  | 3 | 3  | 31 | 16 | +15  |
| 3    | Druk United             | 26  | 14 | 8  | 2 | 4  | 28 | 12 | +16  |
| 4    | Druk Star Football Club | 23  | 14 | 7  | 2 | 4  | 30 | 18 | +12  |
| 5    | Druk Pol FC             | 20  | 14 | 6  | 2 | 6  | 21 | 20 | +1   |
| 6    | FC TertonsT             | 14  | 14 | 4  | 2 | 8  | 26 | 22 | +4   |
| 7    | Tensung FC              | 9   | 14 | 2  | 3 | 9  | 14 | 42 | -28  |
| 8    | Bhoutan U17             | 4   | 13 | 1  | 1 | 11 | 7  | 60 | -53  |

|  | Participation à la Super League 2016 |
|  | Relégation en B-Division             |
|  | T : Tenant du titre                  |

### Super League
Le classement est établi sur le barème de points classique (victoire à 3 points, match nul à 1, défaite à 0).
| Rang | Équipe             | Pts | J  | G | N | P  | Bp | Bc | Diff |  | Résultats (▼ dom., ► ext.) | TCi | DUn | Thi | Par | Ugy | BCl |
| ---- | ------------------ | --- | -- | - | - | -- | -- | -- | ---- |  | -------------------------- | --- | --- | --- | --- | --- | --- |
| 1    | Thimphu City FC    | 22  | 10 | 7 | 1 | 2  | 27 | 13 | +14  |  | Thimphu City FC            |     | 3-4 | 3-2 | 1-1 | 4-1 | 3-0 |
| 2    | Druk United        | 20  | 10 | 6 | 2 | 2  | 21 | 14 | +7   |  | Druk United                | 3-4 |     | 0-4 | 0-0 | 2-1 | 3-0 |
| 3    | Thimphu FC         | 15  | 10 | 5 | 0 | 5  | 24 | 14 | +10  |  | Thimphu FC                 | 0-2 | 1-2 |     | 2-3 | 2-1 | 3-0 |
| 4    | Paro United FC     | 15  | 10 | 4 | 3 | 3  | 12 | 16 | -4   |  | Paro United FC             | 1-0 | 1-3 | 0-3 |     | 1-1 | 3-0 |
| 5    | Ugyen Academy FC   | 14  | 10 | 4 | 2 | 4  | 21 | 12 | +9   |  | Ugyen Academy FC           | 1-2 | 0-0 | 2-1 | 5-0 |     | 3-0 |
| 6    | Bhutan Clearing FC | 0   | 10 | 0 | 0 | 10 | 2  | 38 | -36  |  | Bhutan Clearing FC         | 0-5 | 0-4 | 1-6 | 1-2 | 0-6 |     |

|  | Qualification pour la Coupe de l'AFC 2017 |

## Bilan de la saison
| Championnat du Bhoutan de football 2016 |                             |
| Champion                                | Thimphu City FC (1er titre) |
| Qualifications continentales            |                             |
| Coupe de l'AFC 2017                     | Thimphu City FC             |
| Promotions et relégations               |                             |
| Promus en Super League                  | Aucun                       |
| Relégués                                | Aucun                       |